# Nueva Canción
Nueva Canción (wörtlich Neues Lied) ist eine Form des politischen Lieds, die in Lateinamerika entstand. Diese Form Lateinamerikanischer Musik entstand zuerst in den 1950er- und 1960er-Jahren in Argentinien, Chile und Uruguay, wurde bald aber auch in Zentralamerika populär.

## Merkmale, Entstehung und Verbreitung
Violeta Parra begann in den 1950er-Jahren die Volksmusik des ländlichen Chile zu erforschen und kombinierte sie mit neueren sozialkritischen Elementen. Ihre Kinder Isabel und Angel leiteten ab 1965 einen Club La Peña de los Parra in Santiago de Chile, wo oft Víctor Jara auftrat. Musikalisch schöpft die Nueva canción aus der Andinen Musik, der Música negra, spanischer Musik, kubanischer Musik und anderer lateinamerikanischer Folklore. Die wichtigste Quelle ist die chilenische cueca, eine ländliche Liedform. Typische Themen der Nueva canción sind die Armut des Volkes, sein Kampf um bessere Lebensbedingungen, die Unidad Popular, der Imperialismus, die Demokratie, Menschenrechte und  Religion. Dementsprechend wurden viele Protestlieder geschrieben.
Der Putsch in Chile 1973 gegen Salvador Allende beeinflusste das Wachstum des Genres stark, da die ganze musikalische Bewegung in den Untergrund gehen musste. Während der Tage des Putsches wurde der bekannte Sänger und Liedermacher Víctor Jara vom neuen Regime unter Augusto Pinochet gefoltert und ermordet. Gruppen wie Inti-Illimani, Quilapayún und Tiempo Nuevo fanden außerhalb des Landes Zuflucht. Die Militärregierung unter Pinochet war bis 1989 an der Macht und verbot traditionelle andine Musikinstrumente, um die Nueva-Canción-Bewegung zu unterdrücken. Nach dem Abgang Pinochets wurde das Stadion, in dem Victor Jara umgebracht worden war, in Estadio Víctor Jara umbenannt.
Die meisten Lieder werden von der Gitarre und oft von der quena, zampoña, der charango oder dem Cajón begleitet. Der Text ist meist in Spanisch mit einigen Worten in indigenen Sprachen. Während Chile die meisten Nueva-Canción-Künstler hervorbrachte, war die Nueva canción in fast allen spanischsprachigen lateinamerikanischen Ländern populär, und war in den 1970er-Jahren auch in Europa beliebt.

## Musiker

### Argentinien

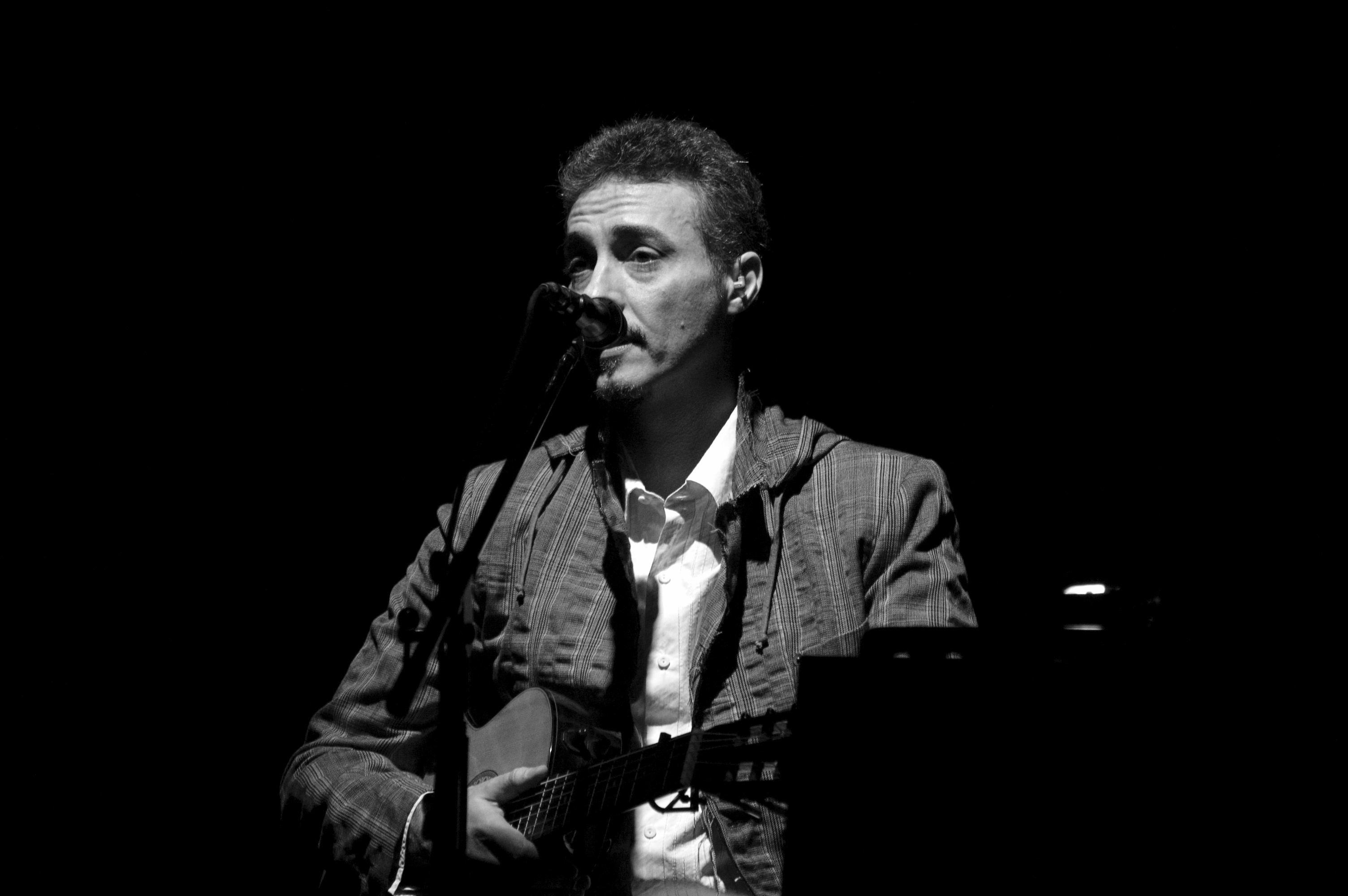
Pedro Aznar

- Mercedes Sosa
- Atahualpa Yupanqui
- León Gieco
- Víctor Heredia
- Pedro Aznar
- Carlos Portela
- Los Nocheros

### Brasilien
- Chico Buarque
- Gilberto Gil
- Caetano Veloso
- Gonzaguinha (Luis Gonzaga Junior)

### Kanarische Inseln
- Pedro Guerra
- Taburiente
- Taller Canario
- Caco Senante
- Manolo Almeida/Nueva Semilla

### Chile
- Rolando Alarcón
- Aparcoa
- Payo Grondona
- Illapu
- Inti-Illimani
- Víctor Jara
- Los Jaivas
- Patricio Manns
- Julio Numhauser
- Sergio Ortega
- Ángel Parra
- Isabel Parra
- Violeta Parra
- Héctor Pavez
- Quilapayún
- Osvaldo "Gitano" Rodriguez
- Horacio Salinas
- Schwenke & Nilo
- Jose Luis Sepulveda
- Jose Séves
- Tiempo Nuevo
- Francisco Villa Castro
- Sol y Lluvia

### El Salvador
- Cutumay Camones
- Banda Tepehuani
- Yolocamba Ita
- Los Torogoces de Morazan
- Luis Lopez y el Grupo Anastacio Aquino

### Guatemala
- Alux Nahual
- Canto General

### Nicaragua
- Pancasán
- Grupo Mancotal
- Luis Enríque Mejía Godoy
- Carlos Mejía Godoy
- Guardabarranco

### Paraguay
- Horacio Guarani

### Puerto Rico
- Haciendo Punto en Otro Son
- Roy Brown
- Aires Bucaneros
- Moliendo Vidrio
- Atabal
- Andrés Jiménez
- Antonio Caban Vale (El Topo)
- Danny Rivera
- Taone
- Zoraida Santiago

### Uruguay
- Alfredo Zitarrosa
- Los Olimareños
- Daniel Viglietti

### Venezuela
- Alí Primera
- Soledad Bravo
- Los Guaraguao

### Peru
- Tania Libertad
- Hijos del Sol peru

### Los Angeles, Kalifornien, USA
- Sangre Machehual
- Sabia

### Nueva Trova: Kuba
- Silvio Rodríguez
- Pablo Milanés
- Carlos Puebla
- Sara González
- Noel Nicola
- Vicente Feliú
- Carlos Varela
- Augusto Blanca

### Canto Nuevo: Mexiko
- Alejandro Filio
- Fernando Delgadillo
- Gabino Palomares
- Amparo Ochoa
- Mexicanto
- On'ta

- Los Folkloristas
- La Peña Móvil
- León Chávez Teixeiro
- Julio Solórzano
- Cade
- Anthar y Margarita
- Oscar Chávez
- Grupo del Cóndor Pasa
- Sanampay
- Escalón
- Inca-Taki
- Guadalupe Pineda
- Grupo Víctor Jara
- Eugenia León
- El „Negro“ Ojeda
- Guadalupe Trigo
- Icnocuicatl
- La Nopalera
- Marcial Alejandro
- Caito

### Nova Cançó: Catalunya
- Joan Manuel Serrat
- Lluís Llach